# Éric Taborda
Pour les articles homonymes, voir Taborda.
Éric Taborda est un footballeur français né le 14 janvier 1969 à Lyon (Rhône). Gaucher avec une bonne vision du jeu, il évoluait au poste de défenseur et de milieu défensif. De 2010 à 2014, il est l'entraineur de l'équipe du Balma SC. Après un passage à la JS Toulouse Pradettes en 2015, il devient Directeur sportif de la JS Cugnaux en 2018, club qu'il a entraîné  pendant 7 ans.

## Biographie
Eric Taborda a commencé le football à l'âge de 4 ans, dans le club de son quartier le FC Vaulx-en-velin. En minimes, il rejoint l'US Vénissieux, pour aller ensuite à AS Villeurbanne les brosses, en cadets nationaux.
Il est formé à l'Olympique Lyonnais (où il joue son premier match en Division 1). Il a joué principalement sous les couleurs du FC Mulhouse et du Toulouse FC. Il  totalise 42 matchs en Division 1 et 240 matchs en Division 2. Il dispute également 50 matchs en (championnat Suisse de football/Division 1).

## Carrière

### Joueur
- 1986-1990 :  Olympique lyonnais (centre de formation)
- 1990-1991 :  Olympique lyonnais
- 1991-1992 :  US Orléans
- 1992-1993 :  RC Ancenis
- 1993-1996 :  FC Mulhouse
- 1996-1998 :  Toulouse FC
- 1998-2000 :  AC Lugano
- 2000 :  Clydebank FC
- 2000-2001 :  FC Mulhouse
- 2001-2003 :  La Roche-sur-Yon VF

### Entraîneur
- 2003-2010 :  JS Cugnaux (entraîneur-joueur, puis entraîneur)
- 2010-2014 :  Balma SC
- Juil. 2015-sept. 2015 :  JS Toulouse Pradettes

- Titulaire du BEES2 / D.E.F / Licence UEFA / D.E.S

## Palmarès

### Joueur
- Vice-champion de France de D2 en 1997 avec le Toulouse FC
- Quart de finale de la coupe de france en 94/95 avec le FC Mulhouse L2
- Demi-finaliste de la coupe Suisse en 99/00 avec le FC Lugano L1

### Entraîneur
- Champion de DH Midi-Pyrénées en 2005 et 2009 avec la Jeunesse sportive cugnalaise
- Vainqueur de la Coupe de Midi-Pyrénées en 2004 et 2005 avec la Jeunesse sportive cugnalaise